# ジョン・リー・ニール
ジョン・リー・ニール（John Rea Neill、1877年11月27日 - 1943年9月13日）は、アメリカ合衆国のイラストレーター、児童文学者である。ライマン・フランク・ボームの児童文学作品の『オズの魔法使い』のシリーズの挿絵をボームと不仲になったウィリアム・ウォーレス・デンスロウの後を継いで描いた。ボームの没後、オズ・シリーズの執筆を引き継いだルース・プラムリー・トンプソンの作品の挿絵を描き、トンプソン引退後に3作のオズ・シリーズの作品を執筆した。

## 略歴
フィラデルフィアで生まれた。高校時代に校内の新聞にイラストを描いていた。フィラデルフィアのペンシルベニア美術アカデミーに入学するが、短期間で中退した。フィラデルフィアの百貨店「Wanamaker's store」で広告の仕事をし、フィラデルフィアの新聞に挿絵画家として雇われ、小説の挿絵を描いた。
1900年にウィリアム・ウォーレス・デンスロウ(1856-1915)が挿絵を描いたライマン・フランク・ボーム(1856-1919)の『オズの魔法使い』が商業的に大成功した後、ボームのオズのシリーズの2作目となる『オズの虹の国(The Marvelous Land of Oz)』の挿絵画家にデンスロウに代わって採用された。オズのシリーズはボームによる作品14点が1920年まで出版され、ボームによる2作目から14作目の作品と、ボームが亡くなった後、ルース・プラムリー・トンプソン(Ruth Plumly Thompson:1891–1976)が執筆した続編の15作目から33作目までの挿絵も描いた。 更に1939年の出版を最後にトンプソンが引退した後、1940年から亡くなる1943年までのオズシリーズの34作目から36作目までの3作の物語と挿絵を手掛けた。
オズ・シリーズ以外にも『コリアーズ・マガジン』や『ヴァニティ・フェア』、『サタデー・イブニング・ポスト』、『レディース・ホーム・ジャーナル』といった多くの雑誌に、作品が掲載された。

## 作品

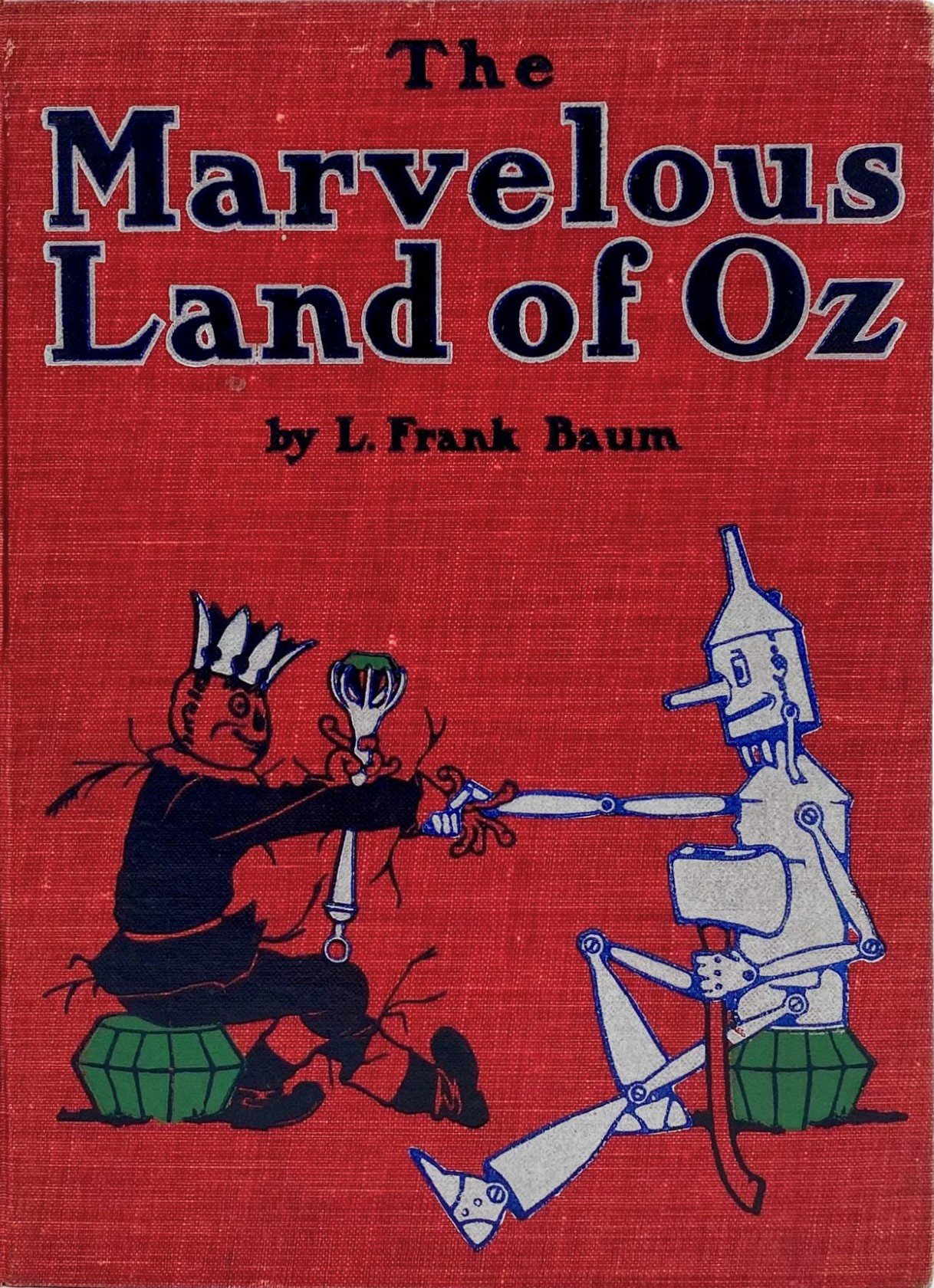
オズ・シリーズ2作目(Marvelous land of oz)表紙 (1904)
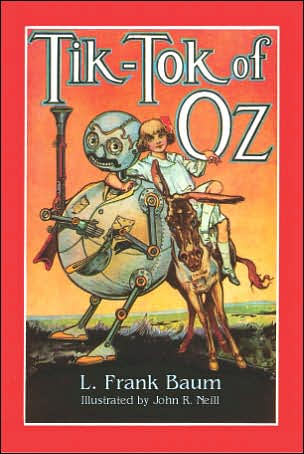
オズ・シリーズ8作目(Tik-Tok of Oz)表紙 (1914)
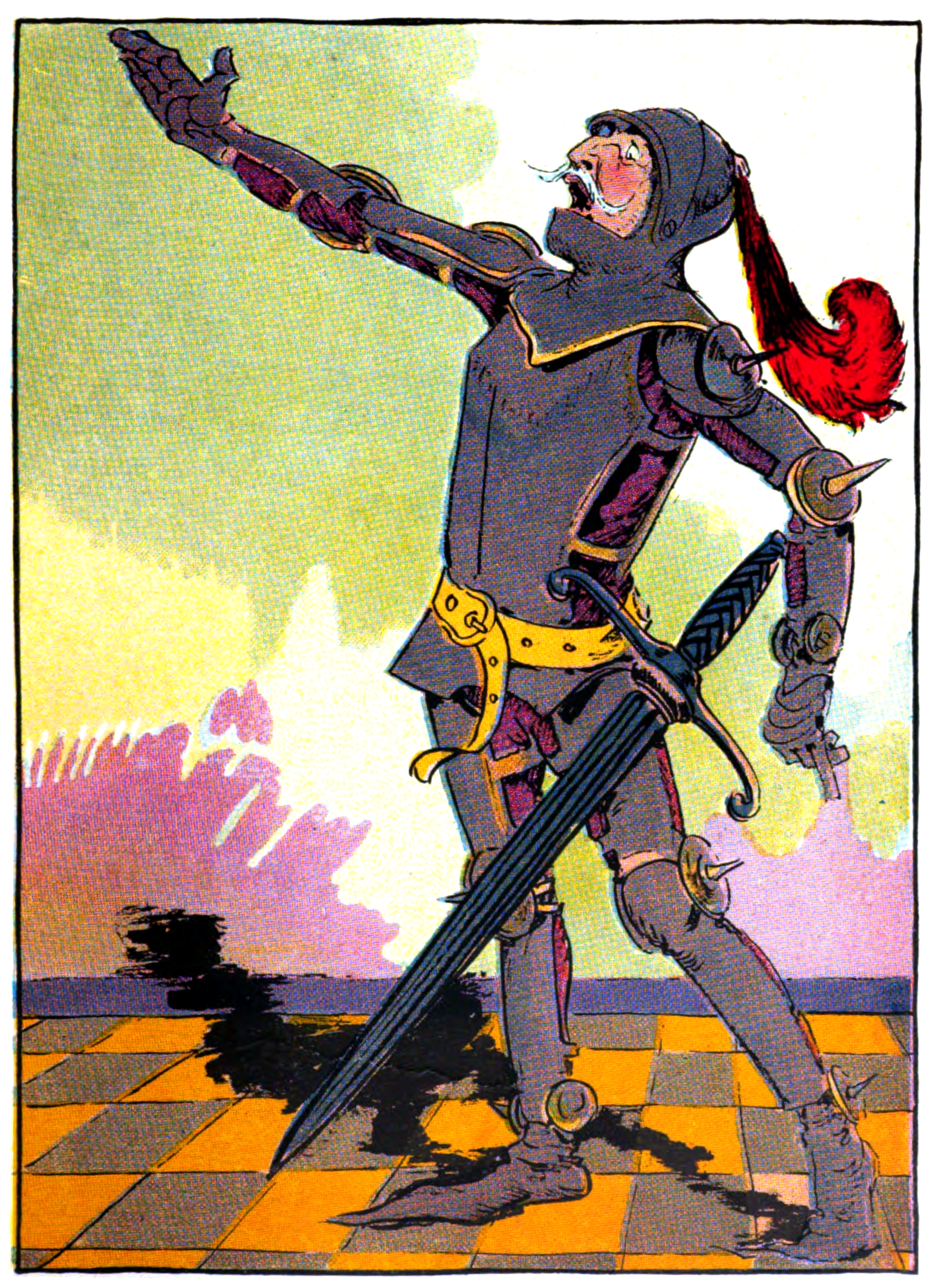
オズ・シリーズ15作目(The Royal Book of Oz)挿絵 (1921)
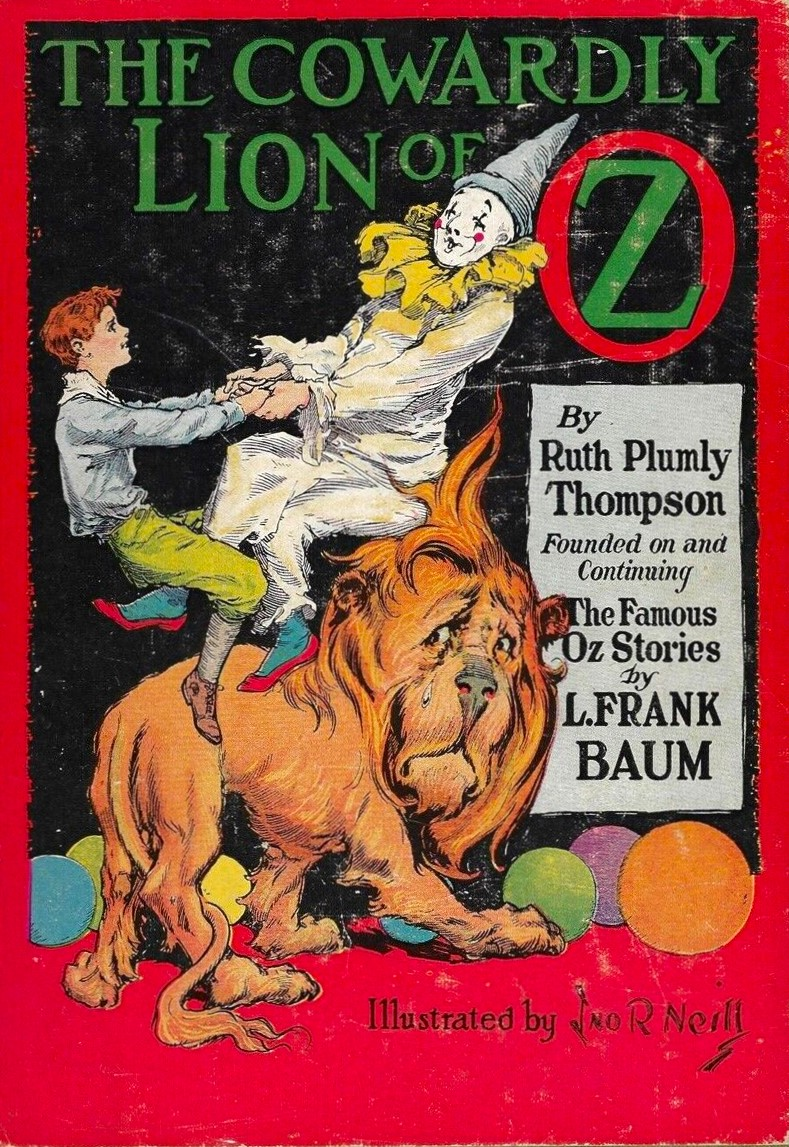
オズ・シリーズ17作目(Cowardly Lion of Oz)表紙 (1923)